# Refuge de Bassiès
Le refuge de Bassiès est un refuge situé sur la commune d'Auzat, au-dessus des étangs de Bassiès, dans les Pyrénées, à 1 650 mètres d'altitude.

## Histoire
De 2015 à 2018, le refuge a bénéficié d'importants travaux de remise aux normes lui permettant de recevoir également des groupes scolaires.

## Caractéristiques et informations
S'adressant aux randonneurs et aux pécheurs, le refuge est généralement gardé de fin mai à début octobre et propose 6 dortoirs et une chambre. En hiver, il garde une capacité d’accueil de 44 personnes.

## Accès
Le refuge constitue une étape sur le GR10.

## Ascensions
- Pique Rouge de Bassiès [3]
- Pic de Cabanatous [4]
- Pic du Far [5]